# Kourtney and Kim Take Miami
Kourtney and Kim Take Miami (previamente titulado Kourtney and Khloé Take Miami) es un reality show estadounidense. Se estrenó en E! el 16 de agosto de 2009, como el primer de los cuatro spin-offs de Keeping Up with the Kardashians. La serie originalmente seguía a las hermanas Kourtney y Khloé Kardashian ya que ellas abrieron una segunda tienda D-A-S-H en Miami, Florida. Desde la tercera temporada en adelante, la hermana Kim Kardashian reemplazó a Khloé, quien tenía otros compromisos laborales. La tercera temporada comenzó a grabarse en octubre de 2012, y se estrenó el 20 de enero de 2013.
Una serie web spin-off se creó durante la tercera temporada, titulada Lord Disick: Lifestyles of a Lord, la serie mostraba a Disick enseñando a los telespectadores cómo vivir como un "rey".

## Sinopsis
Durante las dos primeras temporadas, Kourtney and Khloé Take Miami siguió a las hermanas Kourtney y Khloé Kardashian mientras ellas supervisaban la apertura de su tienda D-A-S-H en Miami, una continuación de su original tienda en Calabasas. También presentó el programa de radio de Khloé en Y100, 'Khloé After Dark', copresentado con Terrence J, y el día a día en las vidas de las dos hermanas. La tercera temporada muestra a Kim uniéndose a Kourtney cuando encuentran una nueva ubicación para su tienda D-A-S-H en Miami. Esta es la primera serie relacionada con las Kardashians en estrenarse después del nacimiento de la hija de Kourtney y su novio Scott Disick, Penelope.

## Elenco

### Principal
- Kourtney Kardashian
- Kim Kardashian (Principal: Temporada 3; Recurrente: Temporadas 1-2)
- Khloe Kardashian 
(Principal: Temporadas 1-2; Recurrente: Temporada 3)
- Scott Disick (en aquel entonces pareja de Kourtney, ahora expareja)

### Secundarios
- Rob Kardashian
- Mason Disick (hijo de Kourtney)
- Penelope Disick (hija de Kourtney)
- Kanye West (entonces pareja de Kim, ahora exesposo)
- Brandon Jenner (entonces hermanastro de Kourtney, Kim y Khloé)
- Jonathan Cheban
- Larsa Pippen
- Simon Huck
- Chapman Ducote
- Dani Campbell

## Episodios
| Temporada | Temporada | Episodios | Estreno              | Estreno              | Lanzamiento en DVD | Lanzamiento en DVD  |
| Temporada | Temporada | Episodios | Estreno de temporada | Final de temporada   | Region 1           | Region 4            |
| --------- | --------- | --------- | -------------------- | -------------------- | ------------------ | ------------------- |
|           | 1         | 8         | 16 de agosto de 2009 | 4 de octubre de 2009 | 6 de abril de 2010 | 14 de abril de 2010 |
|           | 2         | 10        | 13 de junio de 2010  | 15 de agosto de 2010 | N/A                | 13 de abril de 2011 |
|           | 3         | 12        | 20 de enero de 2013  | 7 de abril de 2013   | TBA                | 4 de julio de 2013  |

## Calificaciones
La primera temporada fue vista por 2.8 millones de telespectadores, proer sólo tres semanas después perdió la mitad de su audiencia. Sin embargo, las calificaciones se recuperaron en el final de la temporada con 2.6 millones de telespectadores. La segunda temporada tuvo de media 1.89 millones de telespectadores. El estreno de la segunda temporada fue visto por 2.607 millones de telespectadores y ha tenido un exitoso funcionamiento hasta la fecha con el peor calificado episodio siendo visto por solo un 13.04% menos que en el estreno con 2.267 millones en contraste a la anterior temporada donde las calificaciones bajaron a 1.475 millones. El final de la temporada alcanzó su máximo histórico con 3.656 millones de telespectadores. La temporada tuvo de media 2.717 millones de telespectadores.